# Дівоцьке
Діво́цьке — село в Україні, у Великомихайлівській селищній громаді Роздільнянського району Одеської області. Населення становить 65 осіб.
До 17 липня 2020 року було підпорядковане Великомихайлівському району, який був ліквідований.

## Населення
Згідно з переписом 1989 року населення села становило 101 особа, з яких 48 чоловіків та 53 жінки.
За переписом населення 2001 року в селі мешкало 59 осіб.

### Мова
Розподіл населення за рідною мовою за даними перепису 2001 року:
| Мова       | Відсоток |
| ---------- | -------- |
| українська | 70,77 %  |
| російська  | 23,08 %  |
| молдовська | 6,15 %   |